# Dapidodigma hymen
Dapidodigma hymen är en fjärilsart som beskrevs av Fabricius 1775. Dapidodigma hymen ingår i släktet Dapidodigma och familjen juvelvingar. Inga underarter finns listade i Catalogue of Life.